# Ladenbergia macrocarpa
Ladenbergia macrocarpa là một loài thực vật có hoa trong họ Thiến thảo. Loài này được (Vahl) Klotzsch mô tả khoa học đầu tiên năm 1846.